# Lorentz Nicolai Kafen von Schmieden
Lorentz Nicolai Kafen von Schmieden (5. maj 1733 – 1. november 1814) var en slesvigsk vicelandkansler.
Han var søn af købmand og forstander ved Sankt Petri Kirke i København Heinrich Kafen og Rebecca født Sommer, der efter denne sin første mands død (1739) ægtede kammerråd Georg Heinrich Johan von Schmieden, som med stor omhu tog sig af sin stedsøn. Denne undervistes fra 1745 i Slesvig by af senere provst Chemnitz og blev 1750 immatrikuleret ved Københavns Universitet; 1752 blev han volontær i Tyske Kancelli, studerede historie og statistik i Göttingen (1753) og i Jena (1754-56) og udnævntes ved sin hjemkomst til sekretær ved Overretten på Gottorp Slot. 1758 udvirkede stedfaderen, at den unge Kafen sammen med ham optoges i den danske adelstand under navnet von Schmieden. 1759 blev han kancelliråd, 1768 virkelig overretsråd og året efter justitsråd. 1768-73 var han medlem af likvidationskommissionen til opgørelsen af huset Gottorps gæld. 1774 blev han etatsråd, 1778 kammerherre og 1795 vicelandkansler i Slesvig.
1801 blev Friedrich Carl Krück foretrukket for ham ved besættelsen af landkanslerposten, og von Schmieden udnævntes til amtmand over Hytten og Stapelholm med bibeholdelse af sine funktioner ved Landretten. 1803 blev han Hvid Ridder. 1809 nedlagde han sin amtmandspost og døde 1. november 1814.
Han ægtede 1765 Friedrike Sophie Piper (8. juni 1741 i Tønder - 4. oktober 1823 i Slesvig by), datter af etatsråd Anton Friedrich Piper til Hohenlied og Ida Birgitte født Voltelen.